# 柬埔寨地理
柬埔寨是一个位于东南亚中南半岛上的国家，面积181035公里。南部濒临泰国湾，东部和东南部与越南接壤，东北部与老挝交界，西部和西北部濒临泰国。

## 地形
柬埔寨大部分都是平原低地，中部是洞里萨湖盆地和湄公河低地，东南部属于湄公河三角洲。西南部的豆蔻山脉东部的奥拉山海拔1810米，是全国最高点。源自豆蔻山脉的象山，向南与东南延伸，高度介于500~1000公尺。这两个区域地势多为500~700公尺。西南的豆蔻山脉和北方的扁担山脉之间，是洞里萨河的延伸区域，广至泰国境内平原，是前往曼谷的便道。
扁担山脉横贯与柬埔寨与泰国的交界处，绵延300多公里。东北部一角为偏僻的山区，一直延伸到越南中部和老挝。西南部濒临泰国湾，有435公里长的海岸线。

## 气候
柬埔寨属于热带季风性气候，全年高温，分旱雨两季，东北部山区较为凉爽。12月和1月日平均气温在20℃左右，而在4月和5月，日平均气温高达30℃以上。6月至11月为雨季，年均降水量为1000到1500毫米。

## 河流和湖泊
柬埔寨最长的河流为湄公河，在其境内长501.7公里，流域面积15.5万平方公里，多年平均流量每秒2860立方米。境内的洞里萨湖是东南亚地区最大的淡水湖，富水产资源，同时也是柬埔寨重要的灌溉水源。长约100公里洞里萨河将湄公河与洞里萨湖相连。